# After Crying
Az After Crying 1986-ban alakult magyar zenekar és alkotóközösség a komoly- és könnyűzene határait összemosó, kortárs zenével. Célja kezdettől fogva az volt, hogy korszerű komolyzenét hozzon létre, amely a mai zenei köznyelv elemeit használja, tehát sokak számára érthető, és képes komoly témákról mély tartalmat magas művészi igénnyel megfogalmazni.

## Története
1993-ban léptek fel először a Sziget Fesztiválon. A pályafutásuk alatt összesen 11 albumot jelent meg. Számos nemzetközi díjat is nyertek.

## Diszkográfia
- I. -1989
- Opus 1. -1989
- Overground music – 1990;
- Megalázottak és megszomorítottak – 1992;
- Föld és ég – 1994;
- De profundis – 1996;
- Első évtized (2CD) – 1996;
- After Crying 6. – 1997
- Almost pure instrumental – 1998
- Struggle for life (koncert 2CD) – 2000
- Struggle for life – Essential (szimpla változat) – 2000
- Bootleg symphony(Koncertszimfónia) – 2001
- Show – 2003
- Live -DVD - 2007
- Creatura - 2011
- XXV ( koncert 2CD+DVD) - 2013

## Tagok

### Jelenlegi felállás
Bátky Zoltán - ének

Egervári Gábor - hang, narráció, szövegek 

Erős Csaba - zongora, billentyűsök

Horváth András Ádám - gitár, sampler

Madai Zsolt - dob, ütőhangszerek

Pejtsik Péter - cselló, basszusgitár, ének, zenék

Winkler Balázs - trombita, szintetizátor, zenék

### Korábbi felállások 1994-ig
1986. november – 1988. július

Egervári Gábor – fuvola

Pejtsik Péter – cselló

Vedres Csaba – zongora

1988. augusztus – 1989. június

Egervári Gábor – fuvola

Pejtsik Péter – cselló

Szerb Katalin – hegedű, ének

Vedres Csaba – zongora

1989. június – 1990. január

Pejtsik Péter – cselló

Szerb Katalin – hegedű, ének

Vedres Csaba – zongora

Virág József – fuvola, gitár

1990. február – 1992. január

Fogolyán Kristóf – fuvola

Maroevich Zsolt – brácsa

Pejtsik Péter – cselló, ének

Vedres Csaba – zongora, ének

A rendszeresen közreműködő zenészek neve pl. az Overground Music borítóján olvasható

1992. február – 1993. augusztus

Gacs László – dob

Pejtsik Péter – cselló, ének

Vedres Csaba – zongora, szintetizátor, ének

Winkler Balázs – trombita, szintetizátor

1993. szeptember – 1994. június

Egervári Gábor – fuvola, beszéd, koncertkeverés

Gacs László – dob

Pejtsik Péter – cselló, basszusgitár

Torma Ferenc – gitár

Vedres Csaba – zongora, szintetizátor, ének

Winkler Balázs – trombita, szintetizátor

## Díjai
- 2004: eMeRTon díj